# Acacia calyculata
Acacia calyculata är en ärtväxtart som beskrevs av George Bentham. Acacia calyculata ingår i släktet akacior, och familjen ärtväxter. Inga underarter finns listade i Catalogue of Life.